# Lebiedziew
Lebiedziew – wieś w Polsce położona w województwie lubelskim, w powiecie bialskim, w gminie Terespol. Leży nad rzeką Czapelką, dopływem rzeki Krzny, przy drodze wojewódzkiej nr .
Wieś Lebiedziowo ekonomii brzeskiej w drugiej połowie XVII wieku. W latach 1975–1998 miejscowość położona była w ówczesnym województwie bialskopodlaskim. 
Wieś jest sołectwem w gminie Terespol. Według Narodowego Spisu Powszechnego Ludności i Mieszkań z roku 2011 wieś miała 337 mieszkańców i była siódmą co do wielkości miejscowością gminy.

## Wspólnoty wyznaniowe
W Lebiedziewie po 1550 roku powstała prawosławna cerkiew św. Eustachego, ufundowana przez Mikołaja Sapiehę. Po zawarciu unii brzeskiej świątynia przyjęła jej postanowienia. W 1848 roku cerkiew była filią parafii w Dobratyczach. W 1875 roku, po likwidacji unickiej diecezji chełmskiej, stała się świątynią prawosławną, ale już po kilku latach obiekt rozebrano. W Lebiedziewie przetrwał natomiast cmentarz prawosławny.
W XVII wieku przybyli tam Tatarzy osadzeni przez króla Jana III Sobieskiego – wieś stanowiła żołd po zwycięstwie chocimskim. Jakub Murza Buczacki był dziedzicem wsi. Do 1886 roku istniał meczet, we wsi mieszkało wówczas 9 rodzin tatarskich. W pobliżu wsi, na terenie miejscowości Zastawek (dawnej Ułanowszczyzny – części Lebiedziewa, wydzielonej w 1914 roku), znajduje się cmentarz muzułmański (tatarski). Społeczność tatarska w Lebiedziewie przestała istnieć przed wybuchem I wojny światowej.
Wierni Kościoła rzymskokatolickiego należą do parafii pod wezwaniem Świętej Trójcy w Terespolu.

## Szlaki turystyczne
Nadbużański szlak rowerowy